# Acantholena acedesta
Acantholena acedesta is een vlinder uit de familie van de sikkelmotten (Oecophoridae). De wetenschappelijke naam van de soort werd in 1938 als Eulechria acedesta gepubliceerd door Alfred Jefferis Turner.